# Schleudertrauma
Als Schleudertrauma, Beschleunigungstrauma der Halswirbelsäule oder HWS-Distorsion (engl. whiplash injury) werden Krankheitssymptome (Kopf- und Nackenschmerzen, Schwindel, Sprachstörungen, Gangunsicherheit und viele weitere) bezeichnet, die im Allgemeinen innerhalb von 0 bis 72 Stunden nach einer Beschleunigung und Überstreckung des Kopfes auftreten. Unfallursache ist meistens ein Autounfall, typischerweise ein Heckaufprall, ohne direkte Schädigung von Schädel, Gehirn, Rückenmark und Halswirbelsäule. Es ist die häufigste Komplikation nach Autounfällen und eine gefürchtete Ursache chronischer Störungen. Bis heute ist der Grund für die Chronifizierung der geklagten Beschwerden, die bei einigen Verunfallten auftritt, unbekannt, aber heftig umstritten. Ein Report der Cochrane Collaboration definiert das Schleudertrauma als Akzelerations-Dezelerationsmechanismus mit Energieübertragung auf die Nackenregion als Folge von Heck- oder Seitenaufprall-Verkehrsunfällen, aber auch als Folge von Tauchunfällen.

## Klassifikation
Der Begriff whiplash (Peitschenschlag) wurde erstmals 1928 vom US-amerikanischen Orthopäden Harold Crowe eingeführt, um ein klinisches Bild nach indirektem Trauma der Halswirbelsäule im Zusammenhang mit Verkehrsunfällen zu beschreiben. Eine sehr gebräuchliche Einteilung der Schweregrade ist die sogenannte Quebec-Klassifikation:
- 0 – keine Beschwerden, keine Symptome
- 1 – Nackenbeschwerden, Steifheit des Nackens
- 2 – Beschwerden und Muskelverspannung, Bewegungseinschränkung, Muskelhartspann
- 3 – Beschwerden und neurologische Befunde
- 4 – Fraktur(en) oder Dislokation(en) (Ausrenkung der kleinen Zwischenwirbelgelenke)

Allerdings erscheint der Vorschlag der schon oben zitierten schwedischen Arbeitsgruppe aus dem Jahre 2008, wonach die Stufen 0 und 4 überflüssig sind, insbesondere deshalb sinnvoll, weil es sich beim „Schleudertrauma“ per definitionem um eine indirekte Schädigung handelt. Eine Fraktur ist insoweit anderweitig zu klassifizieren. Der Verzicht auf die Stufe „0“ bedeutet ohnehin keinen Informationsverlust.
Es ist unstrittig, dass die Beschwerden nach einem Schleudertrauma meist innerhalb von Tagen bis Wochen ohne Therapie abklingen. In gut 10 % der Fälle entwickelt sich allerdings eine chronische Schleudertrauma-Krankheit. Manche Autoren geben sogar 13–67 % an. Als chronisch wird die Störung dann bezeichnet, wenn Symptome länger als 6 Monate nach dem Unfall vorhanden sind. Seit dreißig Jahren nimmt die Häufigkeit der Schleudertrauma-Krankheit zu. Allerdings bleibt die genaue Ätiologie (Ursache) dieser Krankheit bis heute unbekannt. Um diese chronische „Schleudertrauma-Krankheit“ (WAD, whiplash associated disorder) hat sich eine enorme Kontroverse gebildet (siehe Abschnitt unten.) Falls bei dem Unfall ein oder mehrere Facettengelenke der Halswirbelsäule in Mitleidenschaft gezogen wurden, kann ein Facettensyndrom entstehen.

## Ätiologie (Ursachen)
Das Beschleunigungstrauma der Halswirbelsäule wird durch Energietransfer im Rahmen eines Akzeleration-Dezeleration-Mechanismus hervorgerufen. Dabei kommt es durch die ruckartige und unerwartete Beschleunigung zu einer Beugung und Überstreckung der Halswirbelsäule, welche zu einer Zerrung der dortigen Bänder und Muskeln führt. Häufigste Ursache hierfür sind Auto-Auffahrunfälle. Jedoch kommen auch ein Seitenaufprall sowie verkehrsunabhängige Ereignisse, wie der Sprung in flache Gewässer, Verletzungen beim Kampfsport oder generell Schläge gegen den Kopf, in Betracht.

## Symptome
Hauptsymptome beim einfachen Schleudertrauma sind die Auswirkungen der Muskelverspannungen der Hals- und Nackenmuskulatur, welche zu Kopf- und Nackenschmerzen führen. Häufig halten die Beschwerden länger an und können chronifizieren. Folgende Symptome werden oft angegeben:
- Schwindel (Vertigo)
- Benommenheit und quantitativ höhergradige Aufmerksamkeitsstörungen (Vigilanz)
- Brennende oder stechende Schmerzen im Hinterkopf
- Hör- und Sehstörungen, Einschränkungen des Gesichtsfeldes
- Desorientierung
- Rasche Erschöpfbarkeit und Schwächegefühl (Fatigue)
- Schlafstörungen
- Schmerzen und/oder Missempfindungen in Gesicht und Armen
- Gangunsicherheiten
- Muskelfunktionsstörungen
- Spasmen

## Verlauf
Die Beschwerden nach einem akuten Schleudertrauma heilen in der Regel folgenlos aus. In Quebec erholten sich von 1551 Verunfallten 87 % innerhalb von 6 Monaten und 97 % innerhalb eines Jahres. Dieser Versicherungsstudie wird jedoch vorgeworfen, dass sie Ausheilung mit Einstellung der Versicherungsleistungen gleichsetzte. Andere Quellen stellten fest, dass 14–42 % der Verunfallten sich nicht erholen, die Störungen chronisch werden (WAD – whiplash associated disorder, deutsch: Schleudertrauma assoziierte Störung) und 10 % kontinuierlich über Schmerzen berichten. In einer Studie an 586 Schleudertrauma-Patienten blieben 7 % auf Dauer arbeitsunfähig. In einer zweiten, fortgeführten Quebec-Studie von Bergholm et al. wird festgestellt, dass auch 7 Jahre nach dem Unfall Schleudertrauma-Geschädigte noch wesentlich mehr gesundheitliche Beeinträchtigungen beklagten als eine gesunde Vergleichsgruppe.
Prognostische Faktoren: Die schlüssigsten Prädiktoren für schlechte Ausheilungsergebnisse sind Nackenschmerz in der Akutphase und Einschränkungen der Nackenbeweglichkeit. Faktoren aus der Unfallrekonstruktion haben begrenzte Aussagekraft, wenn es um die Frage der Ausheilungs-Chancen geht. Der Gesundheitszustand vor dem Unfall, evtl. Osteoarthrose (Verschleiß) und eine genetische Steilstellung der HWS bedingen eine erhöhte Verletzungsanfälligkeit. Psychologische Faktoren wie Schmerztoleranz, Katastrophieren, Angst-Vermeidungs-Verhalten spielen eine Rolle, aber auch Posttraumatische Belastungsstörungen (PTBS).
Patienten nach HWS-Distorsion wurden nach 1 Woche, nach 1 Monat, nach 3 Monaten, nach 6 Monaten und nach 12 Monaten untersucht (Körperliche Untersuchung in der Klinik, keine Fragebögen, Uniklinik Aarhus/Dänemark). Als größte Risikofaktoren für den Übergang von Akutverletzung zu Langzeitbeschwerden gelten: Einschränkungen der Nackenbeweglichkeit und akute Nacken- bzw. Kopfschmerzen, aber auch Symptome von prä- und posttraumatischem Stress. Auch Schwindelanfälle, Tinnitus, Hyperakusis, Schlafprobleme u. a. m. spielten eine gewisse Rolle.
- Mittlere Bewegungseinschränkung: 5–6 von 10 Punkten
- Genick- und Kopfschmerzen: 6–7 von 10 Punkten
- Zahlreiche, nichtschmerzhafte Beschwerden wie Tinnitus, Schwindelanfälle: 5–6 von 10 Punkten

In Untergruppe 1 hatten sich die meisten Patienten (ca. 98 %) nach einem Jahr erholt. Darüber hinaus kann eine Nichtgesundung auch von genetischen Faktoren abhängen. Die Danish Whiplash Study Group „Risk Assessment Score“ empfiehlt eine frühzeitige Abklärung von Risikofaktoren a) Bewegungseinschränkungen der HWS b) Kopf- und Nackenschmerzen c) weitere Beschwerden wie Schwindel, Tinnitus, Schlaflosigkeit, Übelkeit etc. Diese Abklärung kann die Behandlung optimieren.
Australische Studien haben sich mit Ausheilungsverläufen nach HWS-Distorsion beschäftigt. Nach 3 Monaten hatten noch ca. 75 % gesundheitliche Beschwerden, nach 6 Monaten noch etwa 60 %. Diese 60 % blieben bis 12 Monate nach dem Unfall fast konstant. (Schaubilder: 269) Die medizinischen Untersuchungen wurden in der Universitätsklinik von Sydney durchgeführt, es waren keine Fragebogenaktionen zum Beispiel wie in der Litauen-Studie. Hauptaugenmerk wurde auf Kriterien gelegt, mit welcher Präzision solche Langzeituntersuchungen durchgeführt werden sollen. Differenziert nach dem Chronifizierungsrisiko (leicht, mittel, schwer) ergibt sich folgendes Bild: Aussage: Es gibt alle Konstellationen bei Langzeitfolgen, es verbietet sich – genau wie bei der sogenannten Harmlosigkeitsgrenze eine pauschalierende Betrachtung: nach 3 Monaten noch Beschwerden bei ca. 60 % bei Patienten mit niedrigem Chronifizierungsrisiko, 80 % bei Patienten mit mittlerem Chronifizierungsrisiko und 95 % für Patienten mit hohem Chronifizierungsrisiko. Nach 6 Monaten noch Beschwerden bei ca. 50 % bei niedrigem, 60 % bei mittlerem und 90 % bei hohem Chronifizierungsrisiko. Nach 12 Monaten noch Beschwerden bei 40 % mit niedrigem, 60 % bei mittlerem und 70 % bei hohem Chronifizierungsrisiko.
Genderspezifische Studien zeigen eindeutig, dass ein erheblicher und geschlechterspezifischer Unterschied hinsichtlich der Verletzungsrisikos vorliegt. Viele Studien zeigen, dass weibliche Unfallopfer im Vergleich zu männlichen Unfallopfern, ein bis zu dreifach erhöhtes Verletzungsrisiko aufweisen.

## Therapie
Die früher häufig praktizierte Verordnung einer Halskrause ist einer von Anfang angewandten Übungstherapie eindeutig unterlegen, wie eine 2004 veröffentlichte Studie an 200 Patienten gezeigt hat. Es gibt Hinweise dafür, dass solche passiven Therapien zur Chronifizierung des Krankheitsverlaufes beitragen. Unterstützend können Analgetika/Antiphlogistika wie Diclofenac oder Ibuprofen sowie – zur Linderung muskulärer Verspannungen – Muskelrelaxantien verordnet werden.
Nach gründlicher ärztlicher Untersuchung ist dem Patienten nach einem einfachen akuten Schleudertrauma die Harmlosigkeit der Störung zu vermitteln, um jegliches „Katastrophisieren“ zu vermeiden. Zur Therapie gehört, die Symptome vernünftig zu erklären (Beispiele: Der Schwindel ist wegen der schnellen Kopfbewegung entstanden; der Kieferschmerz wegen der örtlichen Nähe von Nacken- und Kinnmuskeln, wobei Muskelschäden nach Unfällen natürlicherweise eine ausgeprägte Fähigkeit zur Selbstheilung haben; die Konzentrationsstörungen sind auf die Schmerzen zurückzuführen, keinesfalls weil ihr Gehirn dauerhaft geschädigt wurde usw.) Es sollte darauf hingewiesen werden, dass die Symptome umso schneller vergehen, je eher Schonhaltungen aufgegeben wird und man wieder aktiv zu früherer Beweglichkeit zurückkehrt, während im Gegensatz hierzu bei längerer Inaktivität und Vermeidungsverhalten die Gefahr der Chronifizierung größer ist.
Eine 2012 publizierte Studie ergab, dass Patienten, die ausreichend Schmerzmittel erhielten, mit der Erklärung, dass es sich um eine zwar schmerzhafte, jedoch harmlose Verletzung handelt, nach Hause entlassen werden konnten. Intensive Beratung und auch Physiotherapie erbrachten keine eindeutigen Vorteile.

## Unfallmechanik – Biomechanik
Beim Aufprall eines auffahrenden Fahrzeuges wird das betroffene Fahrzeug ruckartig beschleunigt. Die ruckartige Bewegung des betroffenen Fahrzeuges wird über den Autositz auf das Gesäß und den Rücken bzw. den Rumpf der Insassen übertragen. Zeitversetzt (Latenz circa 60 ms) nach dem Impuls auf das Fahrzeug kommt es zu einer reflektorischen Anspannung der Halsmuskeln und wiederum zeitversetzt (Latenz circa. 30 ms) danach erst zu einer passiven Bewegung des Kopfes.
Die einwirkende Beschleunigung hängt vom Geschlecht ab. Im Vergleich zu männlichen PKW Insassen wird der Kopf bei weiblichen Insassen deutlich stärker beschleunigt, was dazu beiträgt, dass weibliche Verkehrsteilnehmer ein höheres Verletzungsrisiko haben. Dies resultiert aus dem Sachverhalt, dass die Steifigkeit der weiblichen Wirbelsäulengelenke im Vergleich zum Durchschnittsmann um 70 % reduziert ist und dass die Stärke der weiblichen Muskulatur am Hals- und Nackenbereich im Vergleich zur männlichen Muskulatur um 30 % geringer ist.
Da alle Geschwindigkeiten relativ zum Beobachter sind, kann man sich in das bewegte Koordinatensystem des Insassen versetzen. Hier ruht der Insasse und sein Fahrzeug (A). Ein auf ein bewegtes Fahrzeug (C) auffahrendes Fahrzeug (D) führt zum gleichen Effekt wie im Fall des auf ein stehendes Fahrzeug (A) auffahrendes Fahrzeug (B): Die träge Masse des Insassen, insbesondere des Kopfes, möchte am Ort verharren. Nun wird durch den Aufprall von Fahrzeug (B) das Fahrzeug (A) des Insassen beschleunigt. Der Körper des Insassen wird über die Rückenlehne des Sitzes beschleunigt („mitgerissen“), während der Kopf noch länger verweilt. Vergleich: Verhalten des Wackel-Elvis bei Bremsen/Beschleunigung. Der sich bewegende Körper beschleunigt („reißt“) nun den in seiner Position verharrenden, trägen Kopf, da er über den Hals angebunden ist.
Die Wirbelsäule wird dabei zuerst beim sogenannten Ramping (Aufsteigen des Oberkörpers an der Rückenlehne) langgestreckt. Der Kopf 'drückt’ dabei durch seine Masse nach unten entgegen. Dabei werden die Bandscheiben 'zusammengedrückt’ (gestaucht, Distorsion). Auf die dadurch bereits geschwächte Wirbelsäule wirken in der weiter einsetzenden Bewegung nach wenigen Millisekunden weitere starke Kräfte, welche die Verletzungsgefahr erheblich steigern, da eine so gestauchte und gestreckte Wirbelsäule viel verletzungsanfälliger gegen Seitenbewegungen ist. Erst jetzt nämlich wandelt sich die Aufprallbeschleunigung auch für die Insassen in eine Vorwärtsbewegung um. Dabei wird der Oberkörper der Insassen vom Sicherheitsgurt zurückgehalten, während der Kopf nach vorne schnellen will. Dies findet jedoch nicht in einer bisher angenommenen reinen Peitschenschlag-Bewegung (engl. whiplash) statt, sondern in einer Translationsbewegung, das heißt horizontalen Scherbewegung mit höchstem Verletzungsrisiko für alle Strukturen der Hals- (HWS) und Brustwirbelsäule (BWS). So sieht man bei Motorsport-Rennen, u. a. seit 2003 in der Formel 1, die schwarzen Aufsatzgestelle auf den Schultern der Fahrer, an denen der Helm mit Seilen befestigt wird, um dieser Translationsbewegung vorzubeugen und somit den Fahrer zu schützen (HANS-System).

## Schutzsysteme im PKW
Um einem Schleudertrauma bei einem Verkehrsunfall vorzubeugen, empfehlen Versicherungsverbände, die Kopfstütze wenn möglich mit einem Abstand von weniger als vier Zentimetern zum Hinterkopf einzustellen. Seit 2009 informiert in der Schweiz die Kampagne „Kopfstützen schützen“ des Schweizerischen Versicherungsverbandes über die anzustrebende Kopfstützen-Einstellung.
Manche Fahrzeuge sind mit so genannten „aktiven“ Kopfstützen ausgestattet, die sich im Fall eines Heckaufpralls in die Richtung des Kopfes bewegen, um ihn früher aufzufangen. Das Schleudertraumaschutzsystem WHIPS des schwedischen Automobilherstellers Volvo wurde in den 1990er Jahren entwickelt und bewegt bei einem Heckaufprall die kompletten Vordersitze. Es bekam zahlreiche Auszeichnungen von Verkehrssicherheitsbehörden und gehört seit 2000 zur Serienausstattung. Weitere so genannte Anti-Whiplash-Sitze (Anti-Schleudertrauma-Systeme) wurden von Delphi Automotive Systems und Autoliv entwickelt und finden bei verschiedenen Erstausrüstern Verwendung.

## Die Schleudertrauma-Kontroverse
Es ist letztlich bis heute unbekannt, warum manche Menschen nach einem Schleudertrauma ausgeprägte und langwierige Symptome entwickeln. Versuche, dieses Phänomen zu analysieren, erstrecken sich über die Behauptung organischer Schädigungen bestimmter Strukturen durch das Trauma bis zu kulturellen, psychologischen und psychosozialen Erklärungen. So konnte zum Beispiel in der renommierten „Litauen-Studie“ gezeigt werden, dass es weniger der Autounfall als solcher, als vielmehr die (kulturbedingten) Erwartungshaltungen, eine familiäre Vorgeschichte und Fehlinterpretationen vorbestehender Symptome sind, welche die Persistenz eines Schleudertraumas bedingen.
Verunsicherungen entstehen häufig, wenn – zumeist unkontrollierte – pathologisch-anatomische Untersuchungen in einem höheren Prozentsatz krankhafte Veränderungen an den Bandscheiben nach Schleudertrauma bei Patienten mit WAD-Symptomatik im Vergleich zu beschwerdefreien Unfallopfern beschreiben. Deren Ergebnisse können praktisch nie in kontrollierten Untersuchungen nachvollzogen werden. So fand die Arbeitsgruppe um Ronnen bei 100 Patienten in einer prospektiven magnetresonanztomografischen Untersuchung keinen einzigen Fall einer durch Schleudertrauma ausgelösten zervikalen Bandscheibenschädigung. Ungefähr das Gleiche gilt für Schädigungen der Bänder, insbesondere des vorderen Längsbandes (Ligamentum longitudinale anterius). Schädigungen dieses Bandes wurden in experimentellen Studien beschrieben, aber prospektive magnetresonanztomografische Untersuchungen an Patienten konnten Bandscheibenschäden niemals nachweisen.
Ebenso wurden die Facettengelenke oder Muskeln häufig als Quelle der Beschwerden nach Schleudertrauma angesehen. Zwar haben frühere Untersuchungen Schädigungen dieser Gelenke als Traumafolge beschrieben und werden oft zitiert. Es handelte sich aber hierbei um Unfallopfer, die nach schweren Verkehrsunfällen bzw. direktem Trauma verstorben waren.
Manche Forscher sind der Ansicht, dass chronische Schleudertrauma-Störungen (WAD) nicht durch ein früheres Trauma zu erklären seien, sondern vielmehr Sensationsberichte, die verbreitete Vorstellung, ein akutes Schleudertrauma sei ein gravierendes Ereignis, und die Aussicht auf Entschädigungsleistungen zur Fehlverarbeitung bei manchen Verunfallten führten, die für die Chronifizierung verantwortlich sei. Sicher ist, dass in Ländern, die nach akutem Schleudertrauma weder medizinische Behandlung noch entsprechende finanzielle Kompensationen kennen und dem Thema wenig Aufmerksamkeit widmen, chronische Folgen im Sinne eines WAD nahezu unbekannt sind.